# NGC 5828
NGC 5828 é uma galáxia espiral (Sc) localizada na direcção da constelação de Boötes. Possui uma declinação de +49° 59' 36" e uma ascensão recta de 15 horas, 00 minutos e 45,9 segundos.
A galáxia NGC 5828 foi descoberta em 24 de Junho de 1887 por Lewis A. Swift.